# Rob Wittman
Robert Joseph "Rob" Wittman (ur. 3 lutego 1959) – amerykański polityk, członek Partii Republikańskiej i kongresman ze stanu Wirginia (od roku 2007).